# Скоабе
Скоабе (рум. Scoabe) — село у повіті Бистриця-Несеуд в Румунії. Входить до складу комуни Урменіш.
Село розташоване на відстані 298 км на північний захід від Бухареста, 38 км на південь від Бистриці, 54 км на схід від Клуж-Напоки.

## Населення
За даними перепису населення 2002 року у селі проживали 46 осіб, усі — румуни. Усі жителі села рідною мовою назвали румунську.